# Paleis der Natie

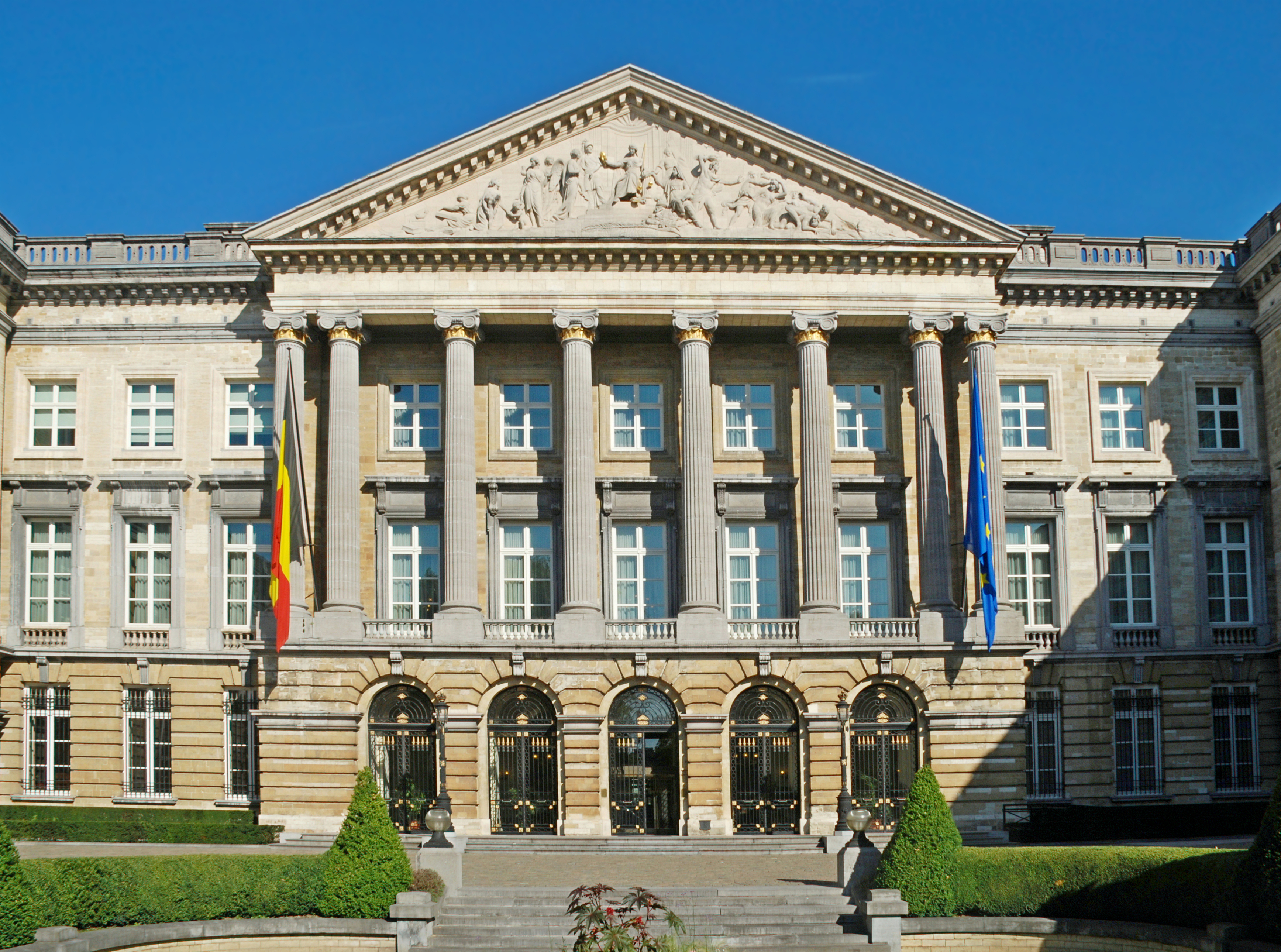
Paleis der Natie

Het Paleis der Natie (Frans: Palais de la Nation; Duits: Palast der Nation) te Brussel is de zetel van het Federaal Parlement van België. Het is de zetel van zowel de Kamer van volksvertegenwoordigers als de Senaat.
Het Paleis der Natie ligt aan de Wetstraat. Het gebouwencomplex is van het Koninklijk Paleis van Brussel gescheiden door het Warandepark.
Ten noordoosten van het Paleis der Natie, en verbonden door een overdekte voetbrug ligt het Huis van de parlementsleden. Dit bouwwerk, gebouwd tussen 1889 en 1894, was oorspronkelijk het Ministerie van Spoorwegen, Posterijen, Telegrafie en Zeewezen, maar herbergt de laatste decennia de kantoren van de volksvertegenwoordigers, senatoren en parlementaire fractiemedewerkers. Het is van het Paleis gescheiden door de Henri Beyaertstraat, een straat afgesloten voor het publiek en onderdeel van de beveiligde zone rond het parlementsgebouw. De straat is genoemd naar Henri Beyaert, de architect van het voornoemde Ministerie.
Het Paleis der Natie heeft een beiaard. Het is een van de drie parlementaire beiaarden in de wereld. Alleen Catalonië in Barcelona en Canada in Ottawa hebben er ook een.

## Geschiedenis
De eerste steen van het Paleis der Natie werd gelegd in 1779 onder het Oostenrijkse bewind. Het werd gebouwd in opdracht van Maria Theresia van Oostenrijk door Barnabé Guimard in classicistische stijl. In 1783 werd het, na het overlijden van de opdrachtgeefster, opgeleverd. Het gebouw deed eerst dienst als vestigingsplaats van de Soevereine Raad van Brabant, het hoogste rechtscollege en bestuurslichaam van het hertogdom Brabant. Onder de Franse overheersing waren de rechtbanken er gevestigd, met gevangenissen voor de tippelaarsters in de kelders.
Ten tijde van het Verenigd Koninkrijk der Nederlanden deed het gebouw dienst als vestigingsplaats voor de Staten-Generaal, die afwisselend vergaderde in Brussel en Den Haag. Uit die periode stamt de plenumzaal, die in 1817 werd gebouwd naar plannen van Charles Vander Straeten (groen halfrond met neoclassicistische zuilengalerij en cassettengewelf). Het ontwerp voor de zaal was geïnspireerd op de Hémicycle van het Palais Bourbon (1795-98). Op 29 december 1820 werd het hele paleis vernield door een brand en diende het heropgebouwd te worden. De middelen daartoe werden door de Staten-Generaal van het Verenigd Koninkrijk der Nederlanden middels een staatsschuld in 1822 vrijgemaakt.
Bij de Belgische Revolutie vestigde het Voorlopig Bewind en het Nationaal Congres zich in de leeszaal van het huidige parlement. Een standbeeld van Leopold I van België werd gemonteerd vooraan in de Plenumzaal, de troon werd verwijderd en een podium voor de voorzitter met ruimte voor een spreekgestoelte werd geïnstalleerd zodat vanaf 1831 de ruimte gebruikt kon worden door de Kamer. Er werd bijkomende kantoorruimte voorzien in een vleugel richting Leuvenseweg. De huidige senaatszaal dateert van 1843. De wandelgangen van de Kamer werden versierd met borstbeelden van de voormalige eerste ministers. Portretten van kamervoorzitters hangen in de leeszaal.
Op 6 december 1883 werd het gebouw vernield door een tweede brand. De koepel was ingestort, de vergaderzaal verwoest. De bibliotheek van de Kamer ging in de vlammen op, net als de inboedel van het Paleis en verschillende kunstwerken. Een aantal schilderijen en het originele handschrift van de Belgische Grondwet konden worden gered. Een foerier en een gaswerker lieten het leven bij de bluswerken. Architect Hendrik Beyaert begeleidde de heropbouw van 1884.
De hekken voor het gebouw zijn er gekomen nadat oudstrijders het parlement in augustus 1920 hadden bestormd.
In het Paleis der Natie wordt (sinds 24 juni 1936 in de Kamer en sinds 10 november 1936 in de Senaat) met apparatuur simultaan getolkt tussen Frans en Nederlands; België was daarmee het eerste land met parlementaire tolken. Op 26 november 1935 had Henri Carton de Wiart een pleidooi gehouden voor vertolking. 
Het Forum, een modern kantoorgebouw aan noordzijde van de Leuvenseweg, werd in 2016 in gebruik genomen om ruimte te bieden aan kantoren voor de parlementairen en hun medewerkers, en vergaderzalen voor de parlementaire commissies. Dit Forum werd in 2021 met een luchtbrug over de Leuvenseweg verbonden met het Huis van de parlementsleden. De cirkelvormige loopbrug, aangeduid als 'Tondo', werd op 14 januari 2021 ingehuldigd door kamervoorzitster Eliane Tillieux en ondervoorzitters Valerie Van Peel, Wouter De Vriendt en Tom Van Grieken. De bouw van Tondo vond plaats van 2018 tot 2020 naar plannen van het architectenbureau Office Kersten Geers David Van Severen.

## Interieur

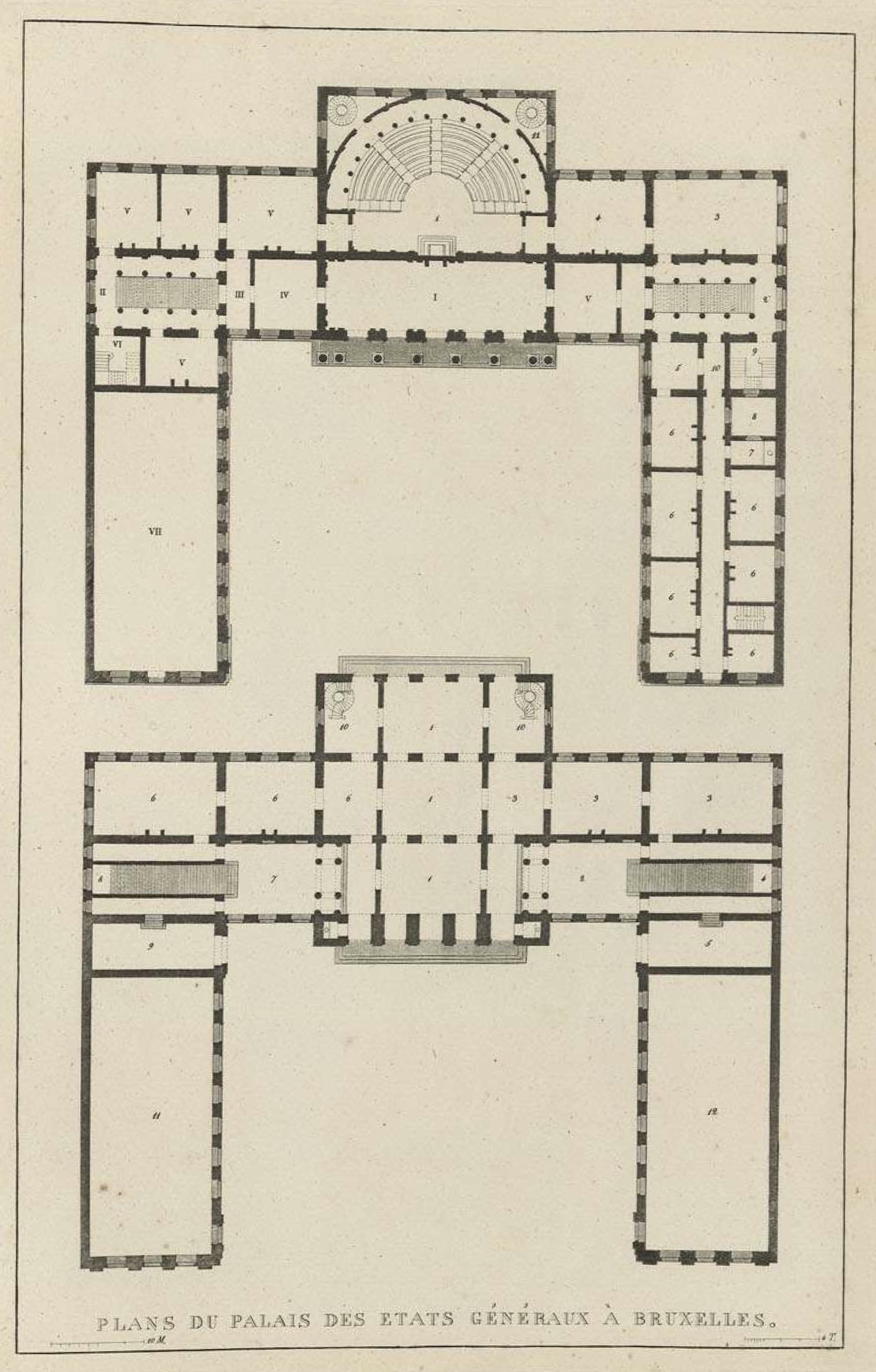
Plattegronden van het Paleis der Natie, uit Pierre-Jacques Goetghebuer (1827), Choix des Monuments
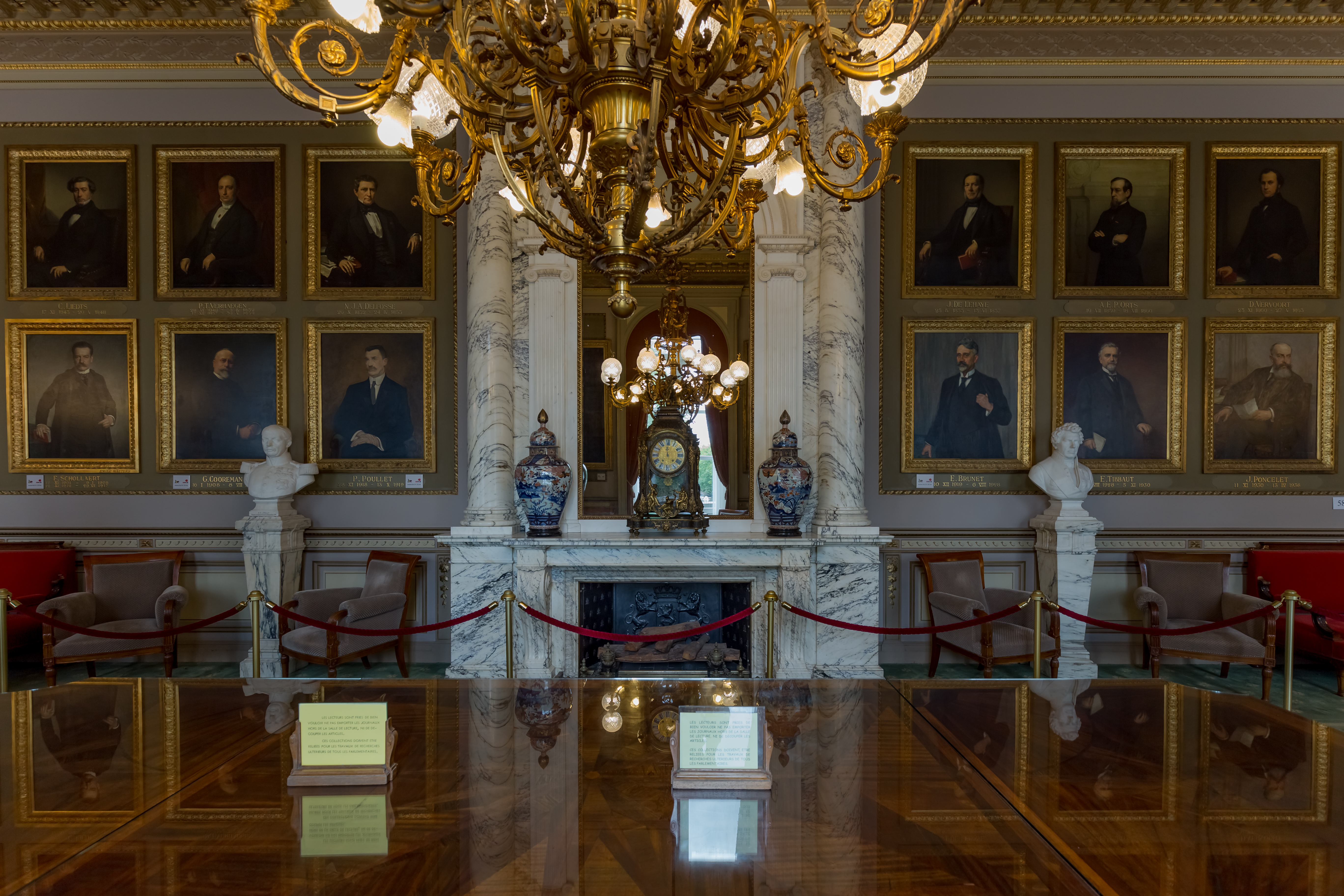
Leeszaal van de Kamer
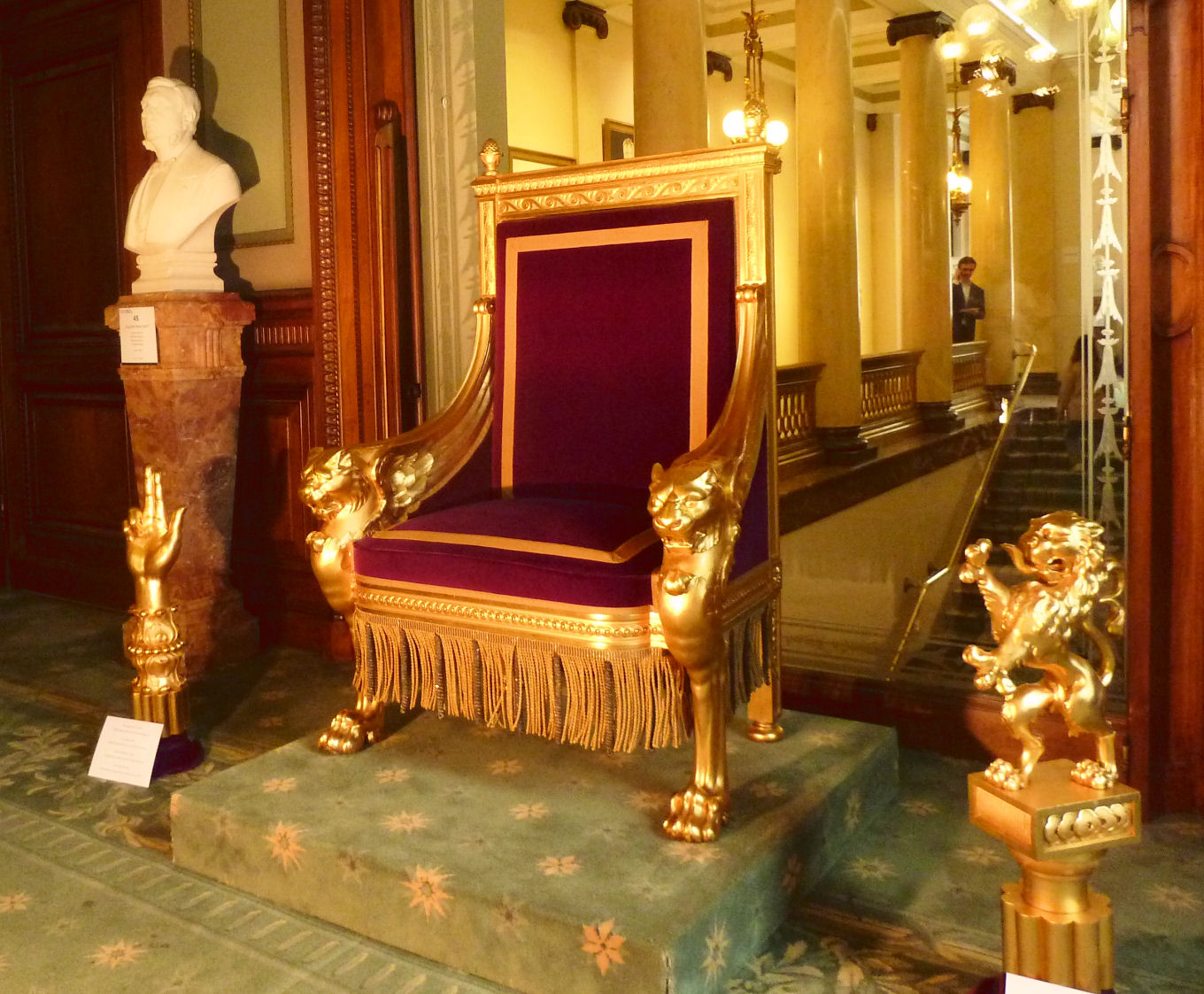
De troon van de Koning de Belgen, Kamer
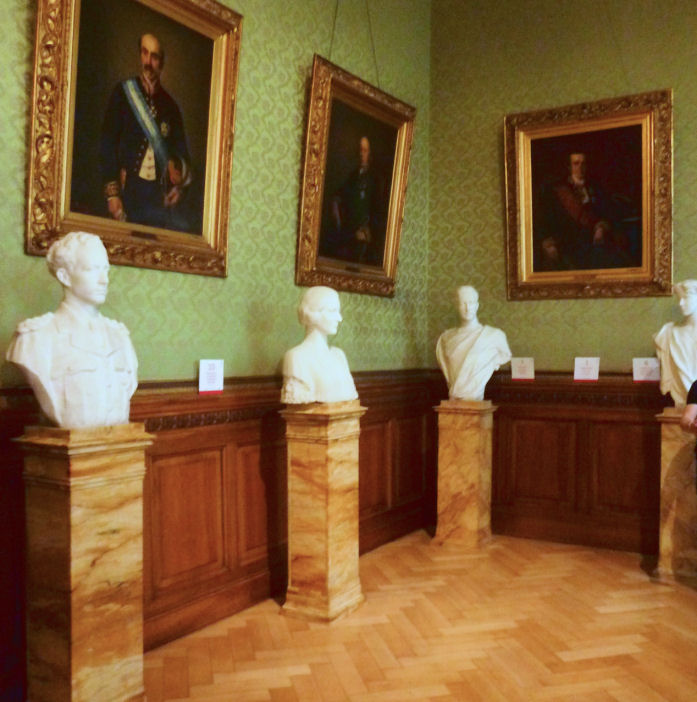
Groene Salon, Senaat
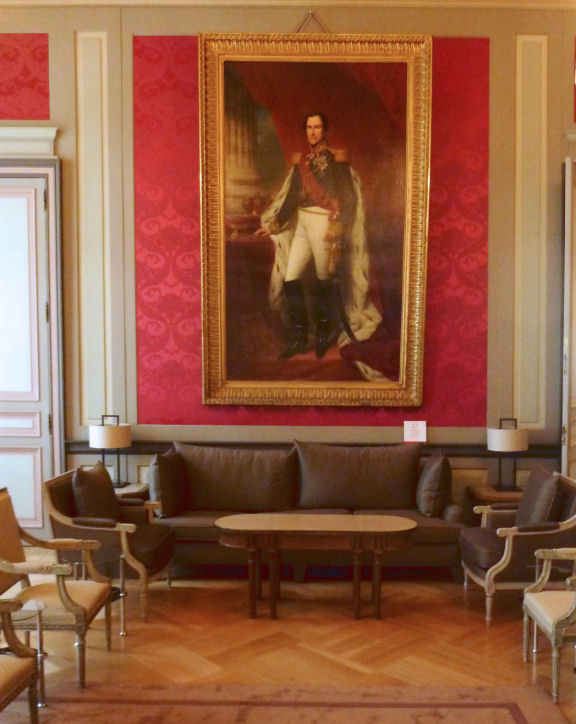
Rode Salon, Senaat